# دیوید لوید (کمیک)
دیوید لوید (انگلیسی: David Lloyd) (زادهٔ ۱۹۵۰) نویسنده کمیک اهل انگلستان است. او بیشتر به خاطر همکاری با آلن مور در نوشتن داستان وی مثل وندتا مشهور شد.

## اوایل زندگی
دیوید لوید، متولد منطقه انفیلد، لندن می‌باشد.